# Svatá Regina
Svatá Regina (Regnia, francouzsky Sainte Reine) byla raně křesťanská světice, panna a mučednice. Žila v třetím století.

## Život
Svatá Regina se narodila v Autunu ve Francii do rodiny pohana jménem Clement. Její matka zemřela při porodu a otec ji zapudil. Vychovala ji křesťanská pěstounka. Ta ji také pokřtila. Regina pak žila jako poustevnice, živila se dohlížením na ovce. Byla v důvěrném spojení s Bohem a rozjímala o životě svatých. Zasnoubena byla prokonzul Olybriovi. Když se kvůli sňatku s ním nevzdala své víry, byla mučena a sťata v Alesii v diecézi autunské, pojmenované po svaté ní Alise-Sainte-Reine. Její mučednická smrt snad spadá do doby pronásledování za císaře Decia asi roku 251 nebo za císaře Maximiana asi roku 286.

## Úcta
Úcta k svaté Regině je doložena v Alise-Sainte-Reine ve dvacátých letech 7. století. V souvislosti se zázraky, připisovanými přímluvám svaté Reginy, se k místu jejího hrobu začaly konat poutě. Roku 854 byly její ostatky přeneseny do Flavigny-sur-Ozerain do tamějšího benediktinského opatství.
Svatá Regina bývá vyobrazována jako dívka očekávající útrapy mučednictví nebo ve vězení. Ty jsou spojeny s jejím odmítnutím prokonzula Olybria. Regina měla být mučena bičováním, pálením rozžhaveným železem a poléváním ledovou a vroucí vodou. Bílá holubice na zářícím kříži jí jako vidění připověděla nebe.